# Airinė Palšytė
Airinė Palšytė (nacida el 13 de julio de 1992 en Kaunas, Lituania) es una atleta lituana especializada en la disciplina de salto de altura. 
Ha representado a su país en numerosas competiciones internacionales, destacándose por su desempeño en campeonatos europeos. Palšytė ganó la medalla de plata en el Campeonato Europeo de Atletismo de 2016, celebrado en Ámsterdam. En pista cubierta, se proclamó campeona de Europa en el Campeonato Europeo de Atletismo en Pista Cubierta de 2017, disputado en Belgrado, y obtuvo la medalla de bronce en la edición de 2019 en Glasgow.
Palšytė ha sido múltiple campeona nacional y ha establecido récords lituanos tanto al aire libre como en pista cubierta en salto de altura. Su mejor marca personal es de 2,01 metros en pista cubierta, registrada en 2017, que constituye también el récord nacional.

## Palmarés internacional
| Campeonato Europeo                   | Campeonato Europeo       | Campeonato Europeo | Campeonato Europeo |
| Año                                  | Lugar                    | Medalla            | Prueba             |
| ------------------------------------ | ------------------------ | ------------------ | ------------------ |
| 2016                                 | Ámsterdam (Países Bajos) | Medalla de plata   | Salto de altura    |
| Campeonato Europeo en Pista Cubierta |                          |                    |                    |
| Año                                  | Lugar                    | Medalla            | Prueba             |
| 2017                                 | Belgrado (Serbia)        | Medalla de oro     | Salto de altura    |
| 2019                                 | Glasgow (Reino Unido)    | Medalla de bronce  | Salto de altura    |